# Telesna psihoterapija
Telesna psihoterapija je zajednički naziv za veliki broj psihoterapijskih modaliteta (škola i pravaca) koji se bave psihoterapijom usmerenom na telo. U njoj pored verbalnog oblika komunikacije i verbalnih tehnika u radu sa pacijentima (što je uobičajen oblik komunikacije u svim ostalim psihoterapijama) koriste se i neverbalne tehnike (tehnika disanja, telesna ekspresija, mišićna napetost, kontakt, dodir itd.), kako bi se popravila ravnoteža između naših somatskih i psihičkih aspekata.
U telesnoj psihoterapij naglasak se stavlja na psihosomatsko jedinstvo, jedinstvo mentalnih i telesnih procesa, ili procesa koji se ne mogu posmatrati izolovano i postojati nezavisno jedni od drugih.
Metode ili tehnike lečenja zasnovane na znanju o interakcijama uma i tela mogu se koristiti za smanjivanje osećaja napetosti i efekta stresa, kao i za poboljšanje fiziološkog i psihološkog blagostanja pojedinca.

## Poreklo naziva
U srpskom jeziku se koristi termin — Telesna psihoterapija koji je izveden prevod engleskog termina Bodypsychotherapy  koji se koristi u Evropi za ovu vrstu psihoterapija. U SAD se koristi i naziv Somatic psychology.

## Istorija
Razvoj telesne psihoterapije usko je vezan za razvoj psihoanalize i psihoanalitičke psihoterapije. Početak se vezuje za francuskog psihijatra Pjera Žanea (1859—1947) koji je u radu sa svojim pacijentima ustanovio povezanost psihe sa telom. On je na osnovu istraživanja, koje je sproveo na brojnim slučajevima, došao do zaključka kako stanje tela utiče direktno na stanje psihe i obrnuto, i u svom učenju izjednačio vrednost tela i psihe.
Međutim osnivačem telesne psihoterapije smatra se austrijski psihijatar Vilhelm Rajh (1897—1957). po vokaciji psihoanalitičar, Frojdov učenik i inovator u tadašnjoj psihoanalizi. Njegovi koncept ondašnje psihoanalitičke teorije,, povezan je sa njegovim nezadovoljstvom tadašnjom psihoanalitičkim tehnikama u radu sa mnogim pacijentima, koje se nisu se pokazale efikasnim. U potrazi za efikasnijim načinom lečenja, Rajh je vremenom došao do otkrića da sam uvid u pacijentovo saznanje o poreklu njegovog problema (na čemu je insistirala klasična psihoanaliza) nije dovoljno za poboljšanje pacijentovih tegoba, jer najčešče, sam uvid nije bio praćen i afektom.
Rajh je u svom radu sa pacijentima koji su bili rezistentni na psihoanalitički tretman, uočio da telo može ispoljiti značajnu funkciju u potiskivanju emocija i sa njima povezanim sećanjima (mentalnim predstavama). Rajh je shvatio da pacijenti potiskuju emocije tako što:
- Ograničavaju disanje (imaju izmenjene disajne obrazce, dišu plitko, ograničeno, nepravilno) i na taj način ograničavaju nivo potrebne energije organizima kako bi omogućili kontrolu anksioznosti i drugih neprijatnih osećanja.
- Imaju i mišićna napetost, što je Rajh primetio kod njegovih pacijenta koji su patili od hronične mišićne napetosti.

Radeći istovremeno na oslobađanju tih mišićnih tenzija (putem dodira i masaže) zajedno sa produbljivanjem i korigovanjem disajnih obrazaca, Rajh je uočio
...da kada se te blokade privremeno uklone pacijenti počinju spontano da izražavaju osećanja koja su do tad zadržavali i suzbijali.
 Analizirajući obrazce mišićnih tenzija u skeletnoj muskulaturi, Rajh je opisao sedam telesnih segmenata u kojima se ti mišićni blokovi mogu javiti kao:
- očni,
- oralni,
- vratni,
- grudni,
- dijafragmatski,
- trbušni i
- karlični.

Mišićne tenzije, koje ljudi stvaraju kako bi održavali suzbijanje emocija, Rajh je nazvao „mišićnim oklopom” za koji je smatrao da predstavlja ekvivalent karakternom oklopu na mentalnom planu (mentalni mehanizmi kojima pacijenti potiskuju svoja osećanja).
Koristeći nove tehnike u svom terapijskom radu, Rajh je začeo osnivanje novih terapijski pravac koji su prvobitno nazivani Vegetoterapija, da bi danas postali poznat pod nazivom telesna psihoterapija ili somatska pshologija (Somatic psychology).
Rajhov rad nastavili su njegovi učenici u SAD-u od kojih su najpoznatiji Aleksandar Loven (njegov pravac telesne psihoterapije naziva se bioenergetika), i Čarls Keli.
Danas u Evropi postoji veliki broj raznovrsnih škola telesne psihoterapije čije osnove se baziraju na Rajhovoj teoriji i njegovom praktičnom radu.
A u savremenim školama telesne psihoterapije (širom Evrope i SAD-a) fokus teorijsko-praktičnog rada je na proučavanja rada sa traumama. Ove savremene škole nastoje da integrišu saznanja i koncepte telesne psihoterapije sa savremenim istraživanjima iz oblasti neurobiologije i neuronauka.

## Opšta razmatranja
Suštinski koncept svih telesnih psihoterapija i njihov modaliteta se može sažeti u sledećem:
- Represivno vaspitanje i život u represivnom društvenom sistemu uči nas da od malih nogu sputavamo svoja osećanja, sopstvenu snagu i seksualnost koje predstavljaju vidove ispoljavanja životne energije (energije organizma).
- Represivni mehanizmi ograničavanja slobodnog protoka životne energije kroz telo ostvaruju se kako na mentalnom nivou (putem potiskivanja i drugih mehanizma odbrane koje su opisali Frojd i drugi psihoanalitičari) tako i na telesnom nivou (putem ograničivanja i nepravilnog disanja, poremećaja u mišićnom tonusu, hiper ili hipo mišićni tonus itd).[6]

Rajh je u svojim teorijama dosta pažnje posvetio seksualnosti. U početku bio je inspirisan Frojdovom teorijom psihoseksualnog razvoja ali je kasnije odustao od njegovih shvatanja seksualnosti. Po Rajhu, oklopljavanje (kako na telesnom tako i na mentalnom nivou) predstavlja prepreku spontanom izražavanju životne sile koju svi posedujemo kao živi organizimi. Upravo sputavanje slobodnog izražavanja životne sile ograničava naše kapacitete za izražavanje emocija, seksualnosti i kapacitete za primanje i davanje ljubavi. 
Dok god snažno potiskujemo neprijatna osećanja (kao što su strahovi, bes, bol itd.) mi u isto vreme ograničavamo sebe u sposobnosti za doživljavanje pozitivnih emocija kao što su ljubav, sreća, radost i blaženstvo.

## Cilj telesne psihoterapije
Ciljevi psihoterapije mogu biti osnovni i dugoročni.
Osnovni cilj
Neki od osnovnih ciljeva telesne psihoterapije su:
- oslobađanje zakočene životne energije putem otklanjanja telesnih blokova (mišićnih i disajnih)
- povećanje ljudskih kapaciteta za doživljavanje osećanja, sreće, ljubavi, spontanosti, poštenju,
- fleksibilnost i slobodog izražavanja
- uživanja u seksualnosti.

Dugoročni cilj

Dugoročni cilj psihoterapije jeste oslobođanje telesnih blokada u pacijentovom telu, osvešćivanje i izražavanje potisnutih emocija, njihova integracija sa misaonim procesima (verbalizacija osećanja) itd.
Međutim, cilj nije da se energija oslobodi eksplozijom, nego da nesmetano pulsira kroz telo u jednom prirodnom ritmu. Samo na taj način postoji kvalitetna komunikacija između glave i tela. Ako ova energija nesmetano teče u pravcu od glave ka telu ostvareno je vertikalno spajanje odnosno celovitost pojedinca, ali postoji i horizontalno spajanje koje je takođe nužan uslov kvalitetnog života a ono predstavlja autentičan susret dveju osoba koje su sposobne da razmenjuju i psihološke i telesne sadržaje.

## Indikacije
Telesna psihoterapija je efikasna u radu sa osobama koje
- pate od psihosomatskih tegoba,
- imaju problem sa izražavanjem osećanja,
- pate od dugogodišnjih hroničnih mišićnih tenzija koje su posledica nagomilanog stresa,
- su preživele različita traumatska iskustva,
- pate od pojedinih seksualnih disfunkcija k
- su motivisane da istražuju i unaprede svoj lični psihološki rast i razvoj.

## Tehnika
Tipična Rajhijanska seansa telesne psihoterapije izvodi se tako što pacijent leži na strunjači, leđima dodirujući podlogu, i savijenim nogama, stopalima, šakama. Od pacinetna teraput traži da se opusti i da diše na način na koji to uobičajeno čini. Za to vreme psihoterapeut posmatra pacijentov tip disanja (kako diše, koliko duboko, da li diše samo gornjim ili donjim delom grudi, da li pravi pauze između udisaja i izdisaja, da li naglašava udah ili izdah itd.). Način na koji pacijent uobičajeno diše pruža dosta informacija terapeutu o tome kako on ograničava životnu energiju i omogućava uvid u to koja osećanja dominantno pacijent potiskuje.
Pored posmatranja disanja, terapeut posmatra i ostale indikatore pacijentove telesne ekspresije, pre svega stanje mišićnog tonusa u različitim telesnim segmentima i kontakt očima.
U zavisnosti od svih prikupljenih informacija koje je terapeut prikupio opservirajući pacijentove telesne ekspresije, terapeut planira tretman i tehnike koje će primeniti u psihoterapiji.
U telesnoj psihoterapiji postoje razne tehnike za oslobađanje telesnih blokada i povećanje telesne svesnosti (svesti o telesnim senzacijama, načina na koje čovekovo telo reaguje na stres, emocije itd.) Neke od tih tehnika su veoma lagane i suptilne (kao što su dodir, neke od tehnika masaže, aktivacija pojedinih mišića, vođene fantazije, rad sa zvukovima itd) a neke su veoma intenzivne i radikalne (tehnike putem kojih se mogu direktno isprovocirati afektivna pražnjenja i izražavanja dubokih osećanja (stres pozicije i sl.). Koje će tehnike terapeut primeniti u radu sa datim pacijentom zavisi od specifičnosti samog pacijenta i njegove/njene karakterno-telesne strukture kao i faze psihoterapijskog procesa u kojoj se klijent trenutno nalazi.

## Napomene
1. ↑  Koji se mogu se nači naći u njegovoj knjizi: Analiza karaktera
2. ↑  Ppacijent je svestan porekla svog problema ali često povodom toga nema nikakvu afektivnu reakciju.

## Literatura
- Totton, N (2003). Body Psychotherapy: An Introduction. Open University Press. ISBN 978-0-335-21038-1.
- Staunton, T. (Ed.) Body Psychotherapy. Brunner Routledge. 2002. ISBN 978-1-58391-115-0.
- Heller, Michael (2012). Body Psychotherapy: History, Concepts, and Methods. W. W. Norton. ISBN 978-0-393-70669-7.
- Hartley, Linda (2008). Contemporary Body Psychotherapy: The Chiron Approach. Routledge. ISBN 978-1-134-07032-9.
- Asaf Rolef Ben-Shahar; Lipkies, Liron; Oster, Noa (2016). Speaking of Bodies: Embodied Therapeutic Dialogues. Karnac Books. ISBN 978-1-78220-204-2.
- Johnson, Don; Grand, Ian J. (1998). The Body in Psychotherapy: Inquiries in Somatic Psychology. North Atlantic Books. ISBN 978-1-55643-251-4.
- Lowen, Alexander (1958). The Language of the Body. Grune & Stratton. ISBN 978-0-02-077310-8.
- Lowen, Alexander (2012). La Bioenergetica. Editorial Sirio. ISBN 978-84-7808-787-7.

## Spoljašnje veze
- Telesna psihoterapija na:www.vaspsiholog.com

|  | Molimo Vas, obratite pažnju na važno upozorenje u vezi sa temama iz oblasti medicine (zdravlja). |